# Henry Peter
Henry Peter (1957) è un avvocato svizzero francese.
Specializzato in diritto societario e diritto sportivo, è anche professore onorario di diritto presso l'Università di Ginevra, di cui ha diretto il centro multidisciplinare dedicato alla filantropia dal 2017 al 2024.

## Biografia

### Studi
Henry Peter ha completato gli studi presso l'Università di Ginevra, dove ha conseguito una laurea in giurisprudenza  nel 1979. Dopo essere stato praticante presso lo studio legale Brunschwig, Biaggi & Lévy a Ginevra tra il 1979 e il 1981 ed essere stato ammesso all'albo degli avvocati a Ginevra, è tornato alla sua alma mater dove ha conseguito un diploma post-laurea in diritto commerciale nel 1983.
Beneficiario di borsa concessa dal Fondo nazionale svizzero per la ricerca scientifica, ha iniziato una tesi di dottorato e ha trascorso, dal 1983 al 1984, un anno presso la Facoltà di Giurisprudenza dell'Università della California, Berkeley, svolgendo attività di ricerca. Nel 1984, ha lavorato per un breve periodo nello studio legale Carter Ledyard & Milburn a New York. Dopo essere tornato in Svizzera nello stesso anno, è diventato avvocato a Lugano, dedicandosi contemporaneamente alla sua tesi di dottorato, che ha discusso nel 1988 sul tema "L’azione revocatoria nei gruppi di società".

### Carriera professionale
Dal 1988 al 2006 è stato socio dello studio Sganzini, Bernasconi, Peter & Gaggini di Lugano. In seguito ha lavorato come socio senior presso Peter, Bernasconi & Partners dal 2006 al 2009, e poi come socio senior presso PSMLaw dal 2009 al 2017. Nel 2017, PSMLaw si è fusa con Kellerhals Carrard e Henry Peter è diventato socio presso il loro ufficio di Lugano.
Si è specializzato in fusioni e acquisizioni, governo d'impresa e responsabilità sociale delle imprese. Allo stesso tempo, ha sviluppato competenze nel diritto sportivo a partire dal 1985, lavorando anche nel campo della Formula 1 come avvocato del Gruppo Ferrari. Ha segnatamente negoziato con Jean Todt l'ingresso di Michael Schumacher nella Scuderia. Nel corso della sua carriera, ha anche ricoperto regolarmente il ruolo di presidente, arbitro o membro di tribunali arbitrali in controversie di diritto commerciale o sportivo.
È stato coinvolto nel trattamento legale del fallimento del gruppo Swissair, un caso complesso che ha dato luogo a lunghi procedimenti durati per diversi decenni negli anni 2000. Si interessa anche di responsabilità sociale delle aziende e delle federazioni sportive internazionali; a tale riguardo e, nel 2016 si esprime in merito alla problematica della corruzione nell'ambito della FIFA e chiede pubblicamente una profonda revisione dello statuto e della cultura della federazione calcistica.
Dal 2004 al 2015 è stato membro della Commissione delle OPA, autorità federale svizzera responsabile della vigilanza sulle fusioni e acquisizioni, nominata dall'Autorità federale svizzera di vigilanza sui mercati finanziari. Nello stesso ambito, dal 2007 è anche membro della Commissione delle Sanzioni della Borsa Svizzera ed è stato membro del comitato di redazione dello Swiss Journal of Business and Financial Market Law.
Henry Peter è stato molto attivo in associazioni e comitati legati al diritto commerciale, presiedendo l'Associazione ginevrina di business law dal 2003 al 2006 ed è stato nominato dal Dipartimento federale di giustizia svizzero membro del gruppo di esperti sulla procedura di ristrutturazione del debito dal 2003 al 2008. Ha inoltre fatto parte del Comitato dell'Associazione Svizzera di Arbitrato e stato presidente della sua sezione per la Svizzera italiana dalla sua creazione nel 2003 fino al 2023.
Nel campo del diritto sportivo, è stato Vice-Presidente della Camera disciplinare dello sport svizzero dell'Associazione Olimpica Svizzera dal 2001 al 2024, membro del comitato etico della Federazione Internazionale dell'Automobile (2014-2022) e ha fatto parte del Tribunale Arbitrale Permanente delle 31ª, 32ª, 33ª e 36ª edizioni della Coppa America.
Henry Peter è anche membro del consiglio di amministrazione di diverse società, tra cui Swiss Life, Lombard Odier e Ermenegildo Zegna. È stato anche Console onorario per la Svezia per la Svizzera italiana dal 1994 al 2010 e, come tale, è stato insignito Cavaliere dell’Ordine Reale della Stella Polare nel 2005.
Parallelamente alla sua attività di avvocato, è diventato professore ordinario presso la Facoltà di Giurisprudenza dell'Università di Ginevra dopo aver conseguito il dottorato di ricerca nel 1988. Ha insegnato diritto societario e diritto sportivo e ricoperto nel tempo diversi ruoli importanti all'interno dell'istituzione. Dal 2006 al 2017 ha diretto il Dipartimento di Diritto Commerciale della Facoltà di Giurisprudenza e nel 2017 ha creato il Centro di Filantropia dell’Università di Ginevra, ricoprendone, su incarico del Rettorato, il ruolo di direttore fino alla fine del 2024. Poco dopo aver annunciato la creazione dell'Iniziativa Media Filantropia (IMP), assume la presidenza della Fondazione Aventinus, che possiede il quotidiano romando Le Temps. Lascia le sue funzioni all’Università di Ginevra fine 2024, ma resta presidente della sua Commissione Sportiva e membro del suo Comitato di Audit.
In Ticino, dove vive, è membro del consiglio di fondazione dell'Università della Svizzera Italiana (USI), presidente del consiglio di amministrazione della Fondazione per le Facoltà di Lugano dell'USI e presidente del consiglio di fondazione del Museo d'Arte della Svizzera italiana (MASI Lugano).
Nel corso della sua carriera universitaria, è intervenuto, in qualità di relatore, presso altre istituzioni, tra cui l'Università Jean Moulin Lyon 3 in Francia, l'Università di Friburgo, l'Accademia Internazionale di Scienza e Tecnologia dello Sport di Losanna, l'Accademia svizzera della Magistratura di Neuchâtel, il Duke Summer Institute, l'Università di Zurigo e l'Università della Svizzera italiana.

## Pubblicazioni
Henry Peter è autore o coautore di oltre un centinaio di pubblicazioni nei suoi vari settori di competenza, tra cui parte del commentario romando del Codice svizzero delle obbligazioni, nonché editore di vari libri, tra cui The Routledge Handbook of Taxation and Philanthropy e The International Handbook of Social Enterprise Law, oltre a cinque libri consecutivi dedicati alle decisioni arbitrali prese nell'ambito della Coppa America.